# Martin Künzle
Martin Künzle (ur. 3 lutego 1980 w Okręgu Toggenburg) – szwajcarski skoczek narciarski oraz trener.

## Życiorys
Do 1997 uprawiał skoki narciarskie, należał do kadry C. W 1999 ukończył szkołę zawodową, uzyskując zawód murarza. Od 2003 pracuje w Szwajcarskim Związku Narciarskim.
Po sezonie 2007/2008 zastąpił Wernera Schustera na stanowisku trenera kadry Szwajcarii. Początkowo zajmował się zawodnikami w ośrodkach szkoleniowych we wschodniej Szwajcarii, a następnie w Einsiedeln. Trenera wspomaga Gerhard Hofer, dotychczas pracujący jako asystent i serwisman. Jako trener zdobył mistrzostwo świata (Andreas Küttel, 2009, Liberec), dwa brązowe medale mistrzostw świata (Simon Ammann, 2009, Liberec, 2011 Oslo), mistrzostwo świata w lotach narciarskich (Simon Ammann, 2010, Planica), dwa złote medale olimpijskie (Simon Ammann, 2010, Vancouver-Whistler), a także doprowadził Simona Ammanna do zwycięstwa w klasyfikacji generalnej Pucharu Świata w sezonie 2009/2010. Szwajcar był trenerem kadry do sezonu 2014/2015. Od tego czasu trenuje młodzież w szwajcarskiej federacji. Od 2018 roku pracuje ponownie z Ammannem.
Sukcesy podopiecznych Künzle w Szwajcarii w latach 2008–2015 (chronologicznie)
| Medal | Zawodnik       | Zawody                      | Rok  |
| ----- | -------------- | --------------------------- | ---- |
|       | Simon Ammann   | Turniej Czterech Skoczni    | 2009 |
|       | Simon Ammann   | Mistrzostwa świata          | 2009 |
|       | Andreas Küttel | Mistrzostwa świata          | 2009 |
|       | Simon Ammann   | Puchar Świata               | 2009 |
|       | Simon Ammann   | Puchar Świata w lotach      | 2009 |
|       | Simon Ammann   | Igrzyska olimpijskie        | 2010 |
|       | Simon Ammann   | Igrzyska olimpijskie        | 2010 |
|       | Simon Ammann   | Puchar Świata               | 2010 |
|       | Simon Ammann   | Puchar Świata w lotach      | 2010 |
|       | Simon Ammann   | Mistrzostwa świata w lotach | 2010 |
|       | Simon Ammann   | Turniej Czterech Skoczni    | 2011 |
|       | Simon Ammann   | Mistrzostwa świata          | 2011 |
|       | Simon Ammann   | Puchar Świata               | 2011 |
|       | Simon Ammann   | Puchar Świata w lotach      | 2012 |
|       | Simon Ammann   | Turniej Czterech Skoczni    | 2014 |

## Życie prywatne
Martin Künzle ma syna Larsa, który jest skoczkiem narciarski i osiąga sukcesy w juniorskich zawodach.